# Fluorid chromnatý
Fluorid chromnatý je anorganická sloučenina s chemickým vzorcem CrF2.

## Příprava
Fluorid chromnatý je připravován průchodem bezvodého fluorovodíku bezvodým chloridem chromnatým. Reakce probíhá při laboratorní teplotě, ale obvykle je zahřívána na 100–200 °C, aby bylo zajištěno dokončení reakce:
CrCl2 + 2 HF → CrF2 + 2 HCl

## Vlastnosti
Fluorid chromnatý je modrozelená duhová pevná látka. Fluorid chromnatý je málo rozpustný ve vodě, téměř nerozpustný v alkoholu a rozpustný ve vroucí kyselině fluorovodíkové, ale ne v kyselině sírové a dusičné. Jako ostatní chromnaté sloučeniny, fluorid chromnatý na vzduchu oxiduje na oxid chromitý.
Fluorid chromnatý má strukturu rutilu.